# Enivere
Enivere – wieś w Estonii, w prowincji Lääne, w gminie Martna.